# P4バス

## 概要
インテルがPentium 4で採用したCPUバスの通称。Pentium 4に限らずこれ以後に発表された、Pentium M、Intel Core、Core 2とその派生製品でも採用されている。Pentium 4のパッケージ形状はPGA423、MicroPGA478、MicroPGA479、LGA775などがある。パッケージの形状と配線の数は違うが、Xeonプロセッサで採用されているMicroPGA603、MicroPGA604、LGA771でもバスの規格は同じものである。

## 仕様
P4バス上の特徴としてQuad Pumpと呼んでいる動作クロックの4倍のクロック相当で動作することが挙げられる。マザーボードから供給されるクロック信号から2倍周期のクロック信号を生成し、その信号の位相をずらして合成することで4倍相当クロックを発生させ、データ転送を行う。最初の製品では100MHzで、その4倍の400MHz相当で動作させていた。その後、バスの速度は向上し、133MHz、166MHz、200MHz、266MHz、333MHz、400MHzのそれぞれ4倍の533MHz、667MHz、800MHz、1066MHz、1333MHz、1600MHzとなっており、4倍相当のクロックで呼称することがほとんどである。
インテルのCPUバスはPentiumからバスに接続できるCPUの数は2個で、CPUが一つのバスを共有する形態となっている。一つのバスでデュアルプロセッサまで対応が出来る構造で、2つのバスを持つチップセットでは4個構成のCPUが使用できる。共有することで構造の簡略化などの利点があるが、共有で発生するノイズの問題でクロックが共有させない場合より低くせざるを得ないという問題がある。その点は1対1で接続する後発のAMDのK8プロセッサとは大きく異なり、1対1での接続が技術的にはより良いものだとの印象が持たれている。

## 背景
CPUとチップセットとの接続に用いる。いわゆるFSBに相当するもの。自社の特許などを組み込んでいることから、他社のメーカーがP4バス用のチップセットの販売にはライセンス契約を結ばせている。VIAはライセンスは不要としてPentium 4用のP4X266チップセットを発売したが、インテルからの有言無言の圧力を感じたのか採用するマザーボードメーカーは現れず、VIAがOEMさせ自社ブランドで発売することとなった。その後、VIAも正式にライセンスを締結するようになった。アーキテクチャーの一定品質維持管理としての役割もあるが、自社の製品の販売計画に不利となる製品を排除する排他的なものとの批判もある。